# Hyleoides waterhousei
Hyleoides waterhousei är en biart som beskrevs av Cockerell 1913. Hyleoides waterhousei ingår i släktet Hyleoides och familjen korttungebin. Inga underarter finns listade i Catalogue of Life.

## Bildgalleri

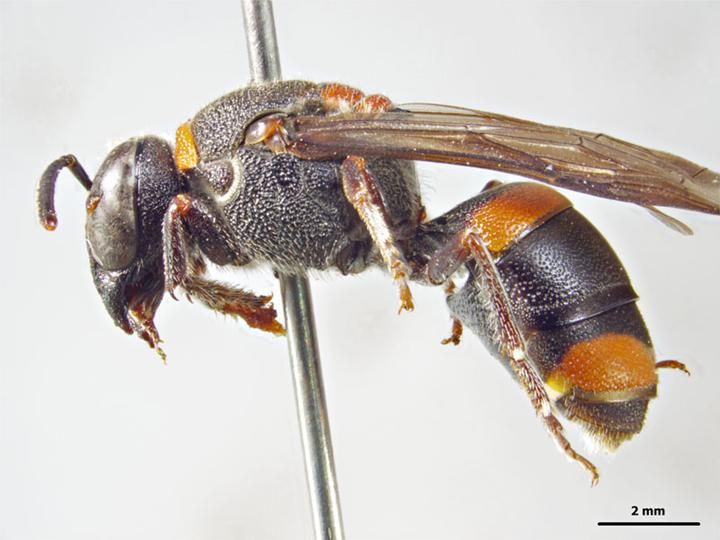